# لوبيرا (أورينسي)
بلدية لوبيرا (بالإسبانية: Lobera) هي بلدية تقع في مقاطعة أورينسي التابعة لمنطقة غاليسيا شمال غرب إسبانيا.

## الديموغرافيا
بلغ عدد سكان بلدية لوبيرا 983 نسمة عام 2011 (وفقاً للمعهد الوطني للإحصاء الإسباني).
| 1.298 | 1.261 | 1.247 | 1.160 | 1.089 | 1.016 | 983 |